# Berto Romero
Berto Romero (Manresa, Catalunha, 17 de novembro de 1974) é um humorista espanhol.

## Biografia
É membro da companhia de teatro El Cansancio, locutor de Ràdio Flaixbac e tem um espaço dentro do programa de Andreu Buenafuente no canal de televisão “La Sexta”.